# Liste der Monuments historiques in Aisey-et-Richecourt
Die Liste der Monuments historiques in Aisey-et-Richecourt führt die Monuments historiques in der französischen Gemeinde Aisey-et-Richecourt auf.

## Liste der Objekte
| Bezeichnung          | Beschreibung                                                               | Standort                              | Kennzeichnung | Schutzstatus | Datum | Bild |
| -------------------- | -------------------------------------------------------------------------- | ------------------------------------- | ------------- | ------------ | ----- | ---- |
| Kästchen für Salböle | Zinn, zweite Hälfte des 18. Jahrhunderts, Goldschmied Jean Rousseau        | Aisey, in der Kirche St-Julien (Lage) | PM70003955    | Inscrit      | 2009  |      |
| Krankenziborium      | Silber, vergoldet, gemarkt 1758, Goldschmied Pierre-Antoine Grandguillaume | Aisey, in der Kirche St-Julien (Lage) | PM70003955    | Inscrit      | 2009  |      |